# كيث إيك
كيث إيك (بالإنجليزية: Keith Eck)‏ هو لاعب كرة قدم أمريكية أمريكي، ولد في 28 نوفمبر 1955 في شاطئ نيوبورت في الولايات المتحدة.

## وصلات خارجية
- كيث إيك على موقع مرجع كرة القدم المحترفة.كوم (الإنجليزية)